# Харантей
Харантей — деревня в Тулунском районе Иркутской области России. Входит в состав Владимирского муниципального образования. Находится примерно в 50 км к юго-западу от районного центра — города Тулун, на левом берегу реки Икей.

## Население
| 2002 | 2010 | 2011 | 2012 |
| ---- | ---- | ---- | ---- |
| 21   | ↘20  | →20  | ↗21  |

По данным Всероссийской переписи, в 2010 году в деревне проживало 20 человек (9 мужчин и 11 женщин).